# Karol Grudziński
Karol Grudziński herbu Grzymała (ur. 1699, zm. 31 sierpnia 1758 w Chodzieży) – kasztelan gnieźnieński, nakielski i poznański.
Syn Zygmunta (zm. 1706), starosty bolemowskiego i Teresy Rydzyńskiej (zm. 1744). Miał dwie siostry: Zofia została żoną Macieja Rydzyńskiego, Marianna poślubiła Tomasza Olewińskiego, następnie Rocha Zbijewskiego, wojewodę gnieźnieńskiego.
Około 1728 roku poślubił Krystynę Świniarską. Z małżeństwa urodziło się dwóch synów: Adam (1732-1779) i Zygmunt (1735-1804).
Od 1744 do 1754 roku pełnił urząd kasztelana nakielskiego. Następnie został nominowany na kasztelana gnieźnieńskiego (1754) i poznańskiego (1757). 
Za zasługi dla ojczyzny odznaczony Orderem Orła Białego 3 sierpnia 1758 w Warszawie.